# ۱۶ بلوک
۱۶ بلوک (به انگلیسی: 16 Blocks) یک فیلم جنایی و دلهره‌آور آمریکایی محصول سال ۲۰۰۶ به کارگردانی ریچارد دانر با فیلمنامه ریچارد ونک و بازی بروس ویلیس، مس دف و دیوید مورس است. فیلم به روش روایت زمان واقعی می‌گذرد. این آخرین فیلم ریچارد دانر در مقام کارگردان قبل از مرگش در سال ۲۰۲۱ بود.

## خلاصه داستان
یک پلیس میان سال وظیفه مواظبت از یک شاهد پرحرف و رساندن او از بازداشتگاه پلیس تا دادگاه را بر عهده دارد. اما افرادی قصد مانع گذاشتن بر سر راه او را دارند…